# Leonid Ratner
Leonid Anatolyevitj Ratner (ukrainska: Леонід Анатолійович Ратнер) född 26 december 1937 i Krementjuk, Ukrainska SSR, Sovjetunionen, är en ukrainsk handbollstränare.
Han tog OS-brons i damernas turnering med det ukrainska landslaget i samband med de olympiska handbollstävlingarna 2004 i Aten.